# Aleksandr Panov
Aleksandr Vladimirovitch Panov (en russe : Александр Владимирович Панов), né le 21 septembre 1975 à Kolpino en Russie, est un footballeur international russe, qui évoluait au poste d'attaquant.

## Biographie

### Carrière internationale
Aleksandr Panov compte 17 sélections et 4 buts avec l'équipe de Russie entre 1998 et 2004. 
Il est convoqué pour la première fois par le sélectionneur national Anatoli Bychovets pour un match amical contre le Brésil le 18 novembre 1998 (défaite 5-1). Par la suite, le 5 juin 1999, il inscrit ses deux premiers buts en sélection contre la France, lors d'un match des éliminatoires de l'Euro 2000 (victoire 3-2). Il reçoit sa dernière sélection le 25 mai 2004 contre l'Autriche (0-0).

## Palmarès

### En club
- Avec le Zénith Saint-Pétersbourg
  - Vainqueur de la Coupe de Russie en 1999

### Distinctions personnelles
- Meilleur buteur du Championnat de Russie de D2 en 2003 (23 buts)
- Meilleur joueur du Championnat de Russie de D2 en 2003

## Statistiques

### Statistiques détaillées par saison
Le tableau ci-dessous récapitule les statistiques en match officiel d'Aleksandr Panov :
| Saison                | Club                     | Championnat           | Championnat | Championnat | Coupe(s) nationale(s) | Coupe(s) nationale(s) | Compétition(s) continentale(s) | Compétition(s) continentale(s) | Compétition(s) continentale(s) | Russie | Russie | Total | Total |
| Saison                | Club                     | Division              | M.          | B.          | M.                    | B.                    | Comp.                          | M.                             | B.                             | M.     | B.     | M.    | B.    |
| 1994                  | Zénith Saint-Pétersbourg | Pervaïa Liga          | 25          | 4           | -                     | -                     | -                              | -                              | -                              | -      | -      | 25    | 4     |
| 1995                  | Dynamo Vologda           | Vtoraïa Liga          | 3           | 0           | -                     | -                     | -                              | -                              | -                              | -      | -      | 3     | 0     |
| 1996                  | Shanghai Baosteel        | -                     | 12          | 19          | -                     | -                     | -                              | -                              | -                              | -      | -      | 12    | 19    |
| 1997                  | Zénith Saint-Pétersbourg | Vyschaïa Liga         | 22          | 4           | -                     | -                     | -                              | -                              | -                              | -      | -      | 22    | 4     |
| 1998                  | Zénith Saint-Pétersbourg | Vyschaïa Liga         | 23          | 8           | -                     | -                     | -                              | -                              | -                              | 1      | 0      | 24    | 8     |
| 1999                  | Zénith Saint-Pétersbourg | Vyschaïa Liga         | 29          | 5           | -                     | -                     | C3                             | 2                              | 1                              | 8      | 3      | 39    | 9     |
| 2000                  | Zénith Saint-Pétersbourg | Vyschaïa Liga         | 16          | 8           | -                     | -                     | -                              | -                              | -                              | 4      | 0      | 20    | 8     |
| 2000-2001             | AS Saint-Étienne         | Division 1            | 7           | 1           | -                     | -                     | -                              | -                              | -                              | 2      | 0      | 9     | 1     |
| 2000-2001             | Lausanne-Sport           | Ligue Nationale A     | 4           | 0           | -                     | -                     | -                              | -                              | -                              | -      | -      | 4     | 0     |
| 2001-2002             | AS Saint-Étienne         | Division 2            | 8           | 0           | 1                     | 0                     | -                              | -                              | -                              | 1      | 1      | 10    | 1     |
| 2002                  | Dynamo Moscou            | Premier Liga          | 24          | 4           | -                     | -                     | -                              | -                              | -                              | -      | -      | 24    | 4     |
| 2003                  | Dynamo Saint-Pétersbourg | Pervy Divizion        | 39          | 23          | -                     | -                     | -                              | -                              | -                              | -      | -      | 39    | 23    |
| 2004                  | Torpedo Moscou           | Premier Liga          | 30          | 15          | -                     | -                     | -                              | -                              | -                              | 1      | 0      | 31    | 15    |
| 2005                  | Torpedo Moscou           | Premier Liga          | 28          | 10          | -                     | -                     | -                              | -                              | -                              | -      | -      | 28    | 10    |
| 2006                  | Torpedo Moscou           | Premier Liga          | 9           | 2           | -                     | -                     | -                              | -                              | -                              | -      | -      | 9     | 2     |
| 2006                  | Zénith Saint-Pétersbourg | Premier Liga          | 7           | 0           | -                     | -                     | -                              | -                              | -                              | -      | -      | 7     | 0     |
| 2007                  | Torpedo Moscou           | Pervy Divizion        | 25          | 8           | -                     | -                     | -                              | -                              | -                              | -      | -      | 25    | 8     |
| 2010                  | Torpedo Moscou           | Vtoroy Divizion       | 8           | 2           | -                     | -                     | -                              | -                              | -                              | -      | -      | 8     | 2     |
| Total sur la carrière | Total sur la carrière    | Total sur la carrière | 319         | 113         | 1                     | 0                     | -                              | 2                              | 1                              | 17     | 4      | 339   | 118   |

### Buts en sélection
Le tableau suivant liste les résultats de tous les buts inscrits par Aleksandr Panov avec l'équipe de Russie.